# Хуан Пабло Рохас Пауль
Хуан Пабло Рохас Пауль (ісп. Juan Pablo Rojas Paul; 26 листопада 1826 — 22 липня 1905) — президент Венесуели з 1888 до 1890 року. Став першим цивільним президентом, якого було обрано відповідно до конституційних процедур, за 50 років, і єдиним, хто пішов з посту після завершення терміну повноважень за 74 роки.
Рохас намагався примирити прибічників Антоніо Гусмана й Хоакіна Креспо.
1888 року Рохас заснував Національну історичну академію.